# عبد الحميد بودن
عبد الحميد بودن، ولد في مارس عام 1938، رسام تونسي.

## ترجمته
درس بمدرسة الفنون الجميلة بتونس وأحرز على دبلومها، ثم اتجه إلى فرنسا لاستكمال دراسته بالمدرسة العليا للفنون الزخرفية بباريس. ثم بعد عودته إلى تونس تولى التدريس كأستاذ بالمعهد التكنولوجي للفن والهندسة المعمارية والتعمير بتونس. وقد أقام معرضا شخصيا برواق الفنون- المنزه السادس وذلك عام 1983، وشارك في العديد من المعارض الجماعية التي انتظمت بتونس وبالخارج.